# حیدرلی (دینار)
حیدرلی (به ترکی استانبولی: Haydarlı) یک منطقهٔ مسکونی در ترکیه است که در دینار (شهر) واقع شده‌است.